# Timothy Hackworth

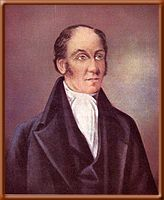
Schilderij van Timothy Hackworth

Timothy Hackworth (Wylam-on-Tyne, 22 december 1786 - Shildon, 7 juli 1850) was een Brits ontwerper en bouwer van stoomlocomotieven. 
Hij woonde en werkte in Noord-Engeland in Shildon, County Durham, waar hij de eerste eindverantwoordelijke was voor het rollend materieel bij de Stockton and Darlington Railway, de eerste openbare spoorlijn ter wereld.